# Riu (grup musical)
Riu és un grup de música folk, creat el 2010, provinent del Baix Llobregat, que es dedica a interpretar la música popular dels Països Catalans.
L'any 2011 va editar el seu primer disc "RIU", amb el mateix nom del grup. El 2013 va sorgir el seu segon disc "Amb canya". El 2015 va aparèixer el seu tercer disc "Abans tot això eren camps". El 2018 va estrenar el seu quart àlbum "Delta", una col·lecció de melodies tradicionals, reivindicatives i cançons populars del Rosselló, Catalunya, Mallorca i el País Valencià. Els seus components són Arnau Barrios (violí), Iu Boixader (contrabaix), Ciscu Cardona (guitarra i veu), Rubén Fajardo (buzuki), Ricard Ros (uilleann pipes, whistles i veu) i Pau Vinyoles (diatònic i veus).
El 2011 va guanyar el IV Concurs Sons de la Mediterrània. El jurat va valorar la seva empenta i capacitat per donar un nou format a les estructures característiques de l'àmbit celta al repertori tradicional dels Països Catalans. Aquell mateix any també va guanyar el primer concurs de músics al carrer amb motiu de la Festa Major de Solsona.